# Dele Olorundare
Oladele Godwin Olorundare (* 1. Dezember 1992 in Akure) ist ein nigerianischer Fußballspieler.

## Karriere
Olorundare spielte während seiner Jugend für Babanawa FC und Nasarawa United FC. 2009 wurde der nigerianische Erstligist Sunshine Stars FC auf den jungen Stürmer aufmerksam und verpflichtete ihn für fünf Jahre. In fünf Spielzeiten kam er in der nigerianischen Premier League auf 52 Tore. 
Zur Saison 2013/14 verließ er Verein und Land und wechselte zum türkischen Zweitligisten TKİ Tavşanlı Linyitspor. Sein Debüt gab er am dritten Spieltag auswärts gegen Bucaspor, als er in der 37. Spielminute eingewechselt wurde.
Der Vertrag wurde jedoch in der folgenden Winterpause in gegenseitigem Einverständnis aufgelöst.